# نیدرآنون
نیدرآنون (به لوکزامبورگی: Nidderaanwen) یک شهرداری در استان لوکزامبورگ کشور لوکزامبورگ است که ۴۱٫۳۶ کیلومترمربع مساحت دارد و جمعیت آن در سال ۲۰۰۹ میلادی ۵۵۷۹ نفر بوده‌است.